# هنری ادینگتون
هنری ادینگتون (انگلیسی: Henry Addington, 1st Viscount Sidmouth; ۳۰ مهٔ ۱۷۵۷ – ۱۵ فوریهٔ ۱۸۴۴) سیاست‌مدار اهل پادشاهی بریتانیای کبیر بود.
وی از سال ۱۸۰۱ تا ۱۸۰۴ نخست‌وزیر بریتانیا بوده است، ادینگتون همچنین همزمان با نخست‌وزیری رئیس خزانه بریتانیا نیز بوده است.